# Île Mabel
L'île Mabel (en russe : Остров Мейбел) est une île de la terre François-Joseph, en Russie.

## Géographie
De forme arrondie, l'île est située à 4 km au sud-est de l'île Bruce dont elle est séparée par le détroit de Bates et à 500 m au sud-ouest de l'île Bell dont elle est séparée par le canal Eira. Elle est entièrement recouverte par une calotte glaciaire, à l'exception d'une zone de plaine côtière au sud couverte d'une végétation de toundra dominée par le point culminant de l'île (356 m). Son cap nord se nomme cap Goubanov et son cap sud, cap Konrad. Elle est composée d'un vaste plateau de basalte.

## Histoire
Découverte en 1881 par Benjamin Leigh Smith, elle a été visitée en 1896 par Frederick George Jackson qui y chassa deux ours.
Elle a été nommée selon les sources en l'honneur de l'épouse d'Alexander Graham Bell, Mabel Gardiner Hubbard ou de la nièce de Benjamin Leigh Smith, Mabel Ludlow.